# LEKTION
『LEKTION』（レクシオン）は、西脇唯の8枚目のアルバム（7枚目のフルアルバム）。

## 解説
- ワーナーミュージック・ジャパン移籍後、初のオリジナル・アルバム。

## 収録曲
- 全作詞・作曲：西脇唯／編曲：鳥山雄司（2,3,6,10,13）木村玲（5,7,12）武部聡志& 鳥山雄司（4,11）水島康貴（8,9）加藤みちあき（1）

1. Antique 〜Version1.1〜 (4:35)
  - 15thシングル。
  - テレビ朝日系『トゥナイト2』エンディングテーマ
2. LEKTION * レクシオン * (4:42)
3. 夏のシグナル (4:26)
4. 電話の向こうの君に今、言えること (4:46)
5. BLUE PLANET (4:57)
6. 愛にいちばん近い朝 (5:03)
7. はてしなく青い空を見た 〜Version2.0〜 (4:57)
  - 14thシングル。
  - よみうりテレビ・日本テレビ系アニメ『金田一少年の事件簿』エンディングテーマ
8. 忘れないで (4:38)
9. 君がいるから・・ (4:38)
  - 12thシングル。
  - よみうりテレビ・日本テレビ系アニメ『金田一少年の事件簿』オープニングテーマ
10. COCON * ココン * (4:01)
11. ハピネス (4:46)
  - 13thシングル。
  - フジテレビ系ドラマ『幸せづくり』主題歌
12. 遠い日の家族 (4:17)
13. Antique 〜Version4.1〜 (4:10)
  - 15thシングル。
  - テレビ朝日系『トゥナイト2』エンディングテーマ

## 参加ミュージシャン
| Antique 〜Version1.1〜 - Guitar : 加藤みちあき - Keyboards : 西脇辰弥 - Computer Programming : Houki Hironori - Background Vocal : 西脇唯 LEKTION * レクシオン * Sound Produced by 鳥山雄司 - Guitar : 鳥山雄司 - Computer Programming : 鳥山雄司 夏のシグナル Sound Produced by 鳥山雄司 - Guitar : 鳥山雄司 - Computer Programming : 鳥山雄司 - Background Vocal : 西脇唯 電話の向こうの君に今、言えること - Guitar : 鳥山雄司 - Bass : 吉田建 - Drums : 松永俊弥 - Keyboards : 武部聡志 - Computer Programming : 鳥山雄司 - Background Vocal : 西脇唯 BLUE PLANET - Guitar : 澄田健 - Computer Programming : 木村玲 - Background Vocal : 西脇唯 愛にいちばん近い朝 Sound Produced by 鳥山雄司 - Guitar : 鳥山雄司 - Computer Programming : 鳥山雄司 | はてしなく青い空を見た 〜Version2.0〜 - Guitar : 鳥山雄司 - Drums : 宮川剛 - Computer Programming : 木村玲 - Background Vocal : 西脇唯 忘れないで - Guitar : 梶原順 - Keyboards : 水島康貴 - Computer Programming : 水島康貴 - Background Vocals : 木戸やすひろ, 広谷順子 君がいるから・・ - Guitar : 梶原順 - Keyboards : 水島康貴 - Computer Programming : 水島康貴 - Background Vocals : 木戸やすひろ, 広谷順子, 西脇唯 COCON * ココン * Sound Produced by 鳥山雄司 - Guitar : 鳥山雄司 - Computer Programming : 鳥山雄司 - Background Vocal : 西脇唯 ハピネス - Guitar : 鳥山雄司 - Keyboards : 武部聡志 - Violin : 渡辺剛 - Computer Programming : 鳥山雄司 - Background Vocal : 西脇唯 遠い日の家族 - Guitar : 今堀恒雄 - Computer Programming : 木村玲 - Background Vocal : 西脇唯 Antique 〜Version4.1〜 Sound Produced by 鳥山雄司 - Guitar : 鳥山雄司 - Computer Programming : 鳥山雄司 - Background Vocal : 西脇唯 |